# バイレシュティ
バイレシュティ（ルーマニア語: Băileşti）は、ルーマニアのオルテニア地方、ドルジュ県にある都市。人口は2万2231人である。
近年開発が進んでおり、多くのショッピングセンターがオープン、銀行や古い建物も修復されている。

## 出身有名人
- ヴァレリカ・ガマン - ルーマニア代表サッカー選手
- マーセル・ユーレス - 俳優
- アドリアーナ・ネキータ＝オルチャヌ - ハンドボール選手